# Camassia angusta
Camassia angusta är en sparrisväxtart som först beskrevs av Georg George Engelmann och Asa Gray, och fick sitt nu gällande namn av Joseph William Blankinship. Camassia angusta ingår i släktet stjärnhyacinter, och familjen sparrisväxter. Inga underarter finns listade i Catalogue of Life.